# Церква Благовіщення Пресвятої Богородиці (Гребенів)
Церква Благовіщення Пресвятої Богородиці в Гребенові — дерев'яний храм УГКЦ, пам'ятка архітектури місцевого значення в селі Гребенові Сколівської громади Стрийського району Львівської области України.

## Історія
Дерев'яна храм зведений за проєктом Лева Левинського в 1928 році на місці старішої дерев'яної церкви, яка існувала ще в [1832] році. Чин освячення здійснив митрополит Андрей Шептицький.
У роки Першої світової війни парохія була знищена разом з будинком. 1935 року встановлено іконостас, який виготовили різьб'ярі Андрій Сабарей і Михайло Осінчук.
12 липня 2017 року парафію візитував єпископ Самбірсько-Дрогобицький Ярослав.
Кількість парафіян: 1832 — 212, 1844 — 233, 1854 — 207, 1864 — 200, 1874 — 203, 1884 — 260, 1894 — 305, 1904 — 370, 1914 — 461, 1924 — 403, 1936 — 520.

## Парохи
Капелани:
- о. Роман Теліховський (1832)
- о. Антін Щудлинський ([1836—1841+)
- о. Іван Макаревич (1841—1842)
- о. Теодор Рудницький (1842—1847)
- о. Іван Левицький (1847—1849)
- о. Теодор Рудницький (1849—1856)
- о. Ігнатій Топольницький (1856—1859)
- о. Іван Ліщинський (1859—1869, адміністратор)
- о. Іван Партицький (1868—1873)
- о. Савин Теодорович (1873—1877, адміністратор)
- о. Василь Давидяк (1877—1881, адміністратор)
- о. Іван Яворський (1881—1882, адміністратор)
- о. Іван Кулик (1882—1883, 1883—1885, адміністратор)

Парохи:
- о. Іван Кулик (1885—1890, адміністратор)
- о. Стефан Крижановський (1890—1898)
- о. Петро Мінко (1899—1907)
- о. Василь Матвієнко (1907—1908, адміністратор)
- о. Онуфрій Концевич (1908—[1918])
- о. Олександр Вуханський (1924, адміністратор)
- о. Михайло Мосора (1927)
- о. Стефан Смачило (1927—1939, адміністратор, 1944)
- о. Михайло Малащак — нині.